# Rhade
Pour la langue, voir Rhade (langue).

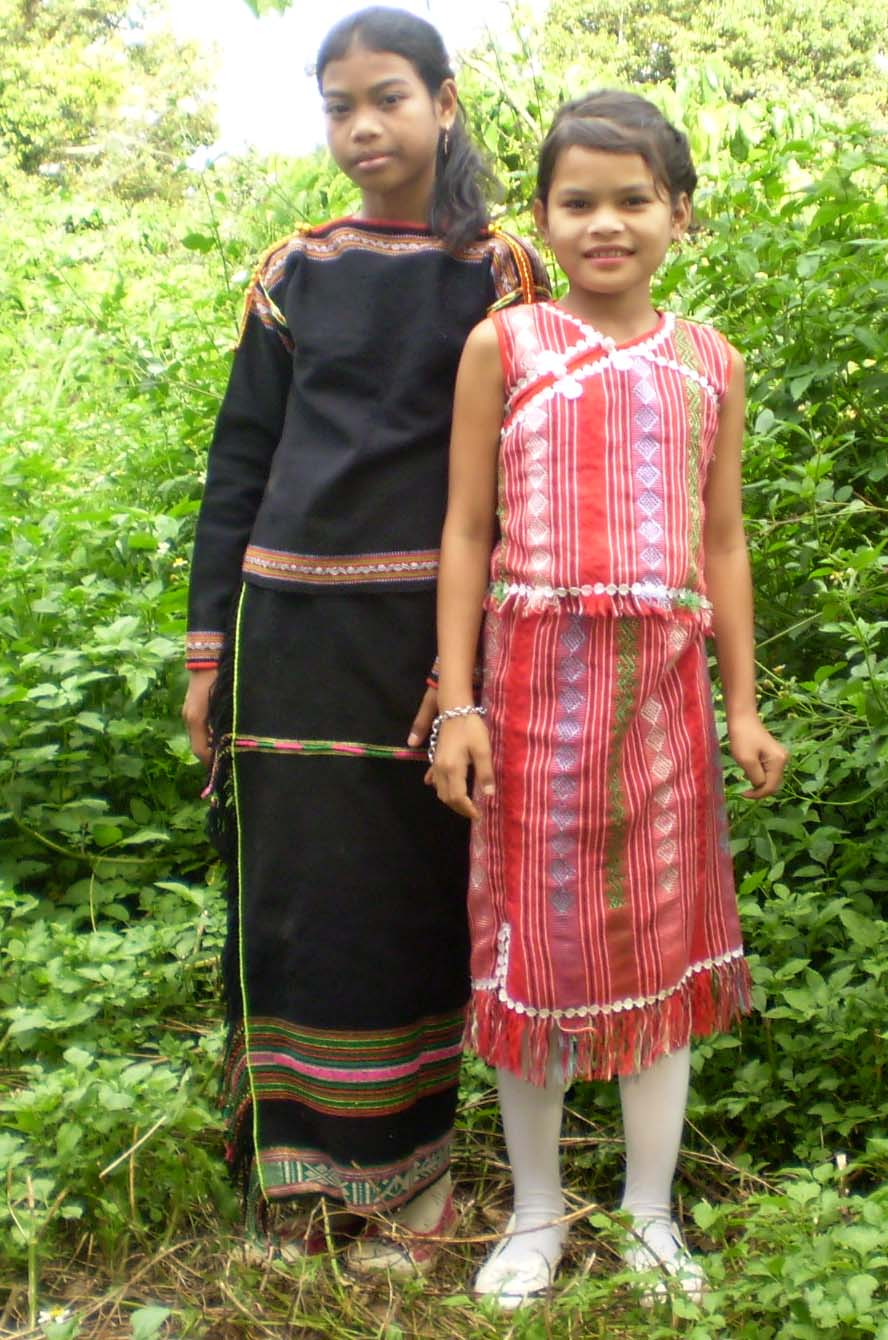
Enfants rhade

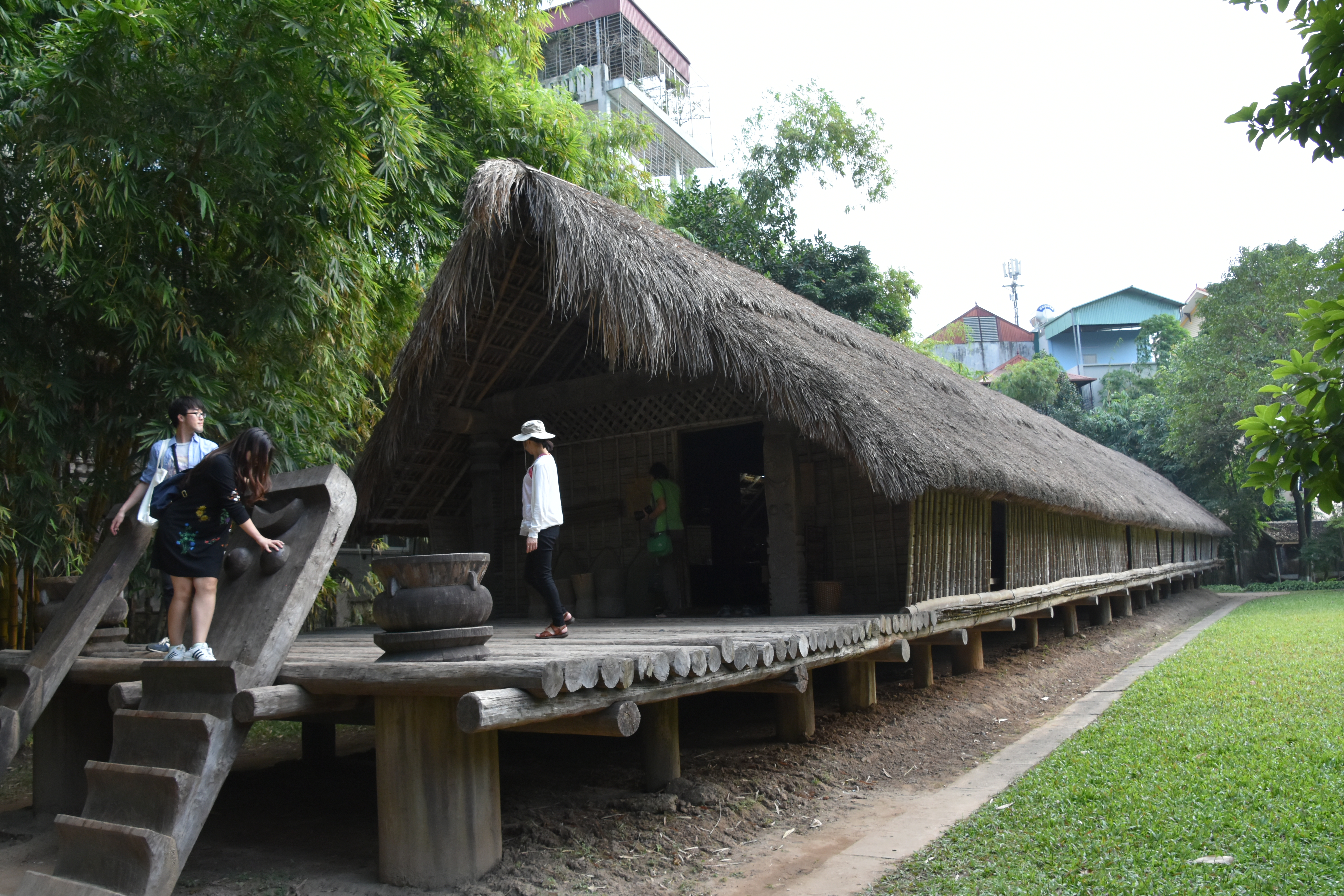
Maison longue rhade, Musée d'ethnographie du Viêt Nam, Hanoï

Les Rhade, en vietnamien Ānāk Dāgār ou Người Ê-đê, sont un des nombreux groupes habitant les hauts-plateaux du Laos et du Viêt Nam, juste au sud du 17e parallèle. En 1999, leur population était estimée à 270 348 personnes.
La langue rhade, apparentée au cham, fait partie du groupe malayo-polynésien des langues austronésiennes.
Comme ils n'ont pas d'histoire écrite, on sait peu de chose des Rhade jusqu'à l'arrivée des Français au XIXe siècle.

## Culture
Les Rhade ont un système familial matrilinéaire, c'est-à-dire que le lignage passe par la mère et non le père. Les hommes gagnent le pain de la famille, mais les femmes possèdent les biens, le bétail, la nourriture, la maison. Les hommes mariés vivent dans la famille de leur femme et n'ont que peu de prise sur les affaires familiales. On retrouve cette tradition chez leurs cousins Jarai et dans d'autres populations austronésiennes, notamment chez les Minangkabau de Sumatra occidental en Indonésie.
Durant la guerre d'Indochine, les Rhade ont combattu aussi bien du côté français que viêt minh. En 1961, les États-Unis entrent en contact avec les chefs rhade pour chercher leur soutien au programme d'auto-défense mis en place par le gouvernement vietnamien. Formés par les forces spéciales américaines, les Rhade étaient spécialisés dans les patrouilles de raid, la reconnaissance, les embuscades et la défense villageoise,.
Depuis 1989, la population rhade été réduite à moins de 30 % de celle d'avant la guerre du Viêt Nam. De nombreux Rhade ont été contraints d'abandonner leurs longues maisons communautaires pour s'installer dans des villages vietnamiens.
Les Rhade restés dans leurs villages traditionnels vivent d'une agriculture de subsistance, produisant du riz, du café, des fruits et légumes, et élevant des animaux. Les pratiques religieuses traditionnelles sont découragées par le régime.